# Záboří nad Labem (stacja kolejowa)
Záboří nad Labem – stacja kolejowa w miejscowości Záboří nad Labem, w kraju środkowoczeskim, w Czechach. Znajduje się na wysokości 210 m n.p.m.
Jest zarządzana przez Správę železnic. Na stacji istnieje możliwości zakupu biletu.

## Linie kolejowe
- 010 Kolín - Česká Třebová